# Kirk Haston
Kirk Haston (Lobelville, 10 de março de 1979) é um ex-jogador norte-americano de basquete profissional que atuou na  National Basketball Association (NBA). Foi o número 16 do Draft de 2001.